# Irene Sharaff
Irene Sharaff (n. 23 ianuarie 1910, New York City, New York, SUA – d. 10 august 1993, New York City, New York, SUA) a fost o creatoare americană de costume pentru teatru și cinematografie. Costumele proiectate de ea i-au adus cinci premii Oscar și un premiu Tony.

## Biografie
Sharaff s-a născut în Boston și a studiat la Școala de Arte Fine și Aplicate din New York, Art Students League of New York și Académie de la Grande Chaumière din Paris . 

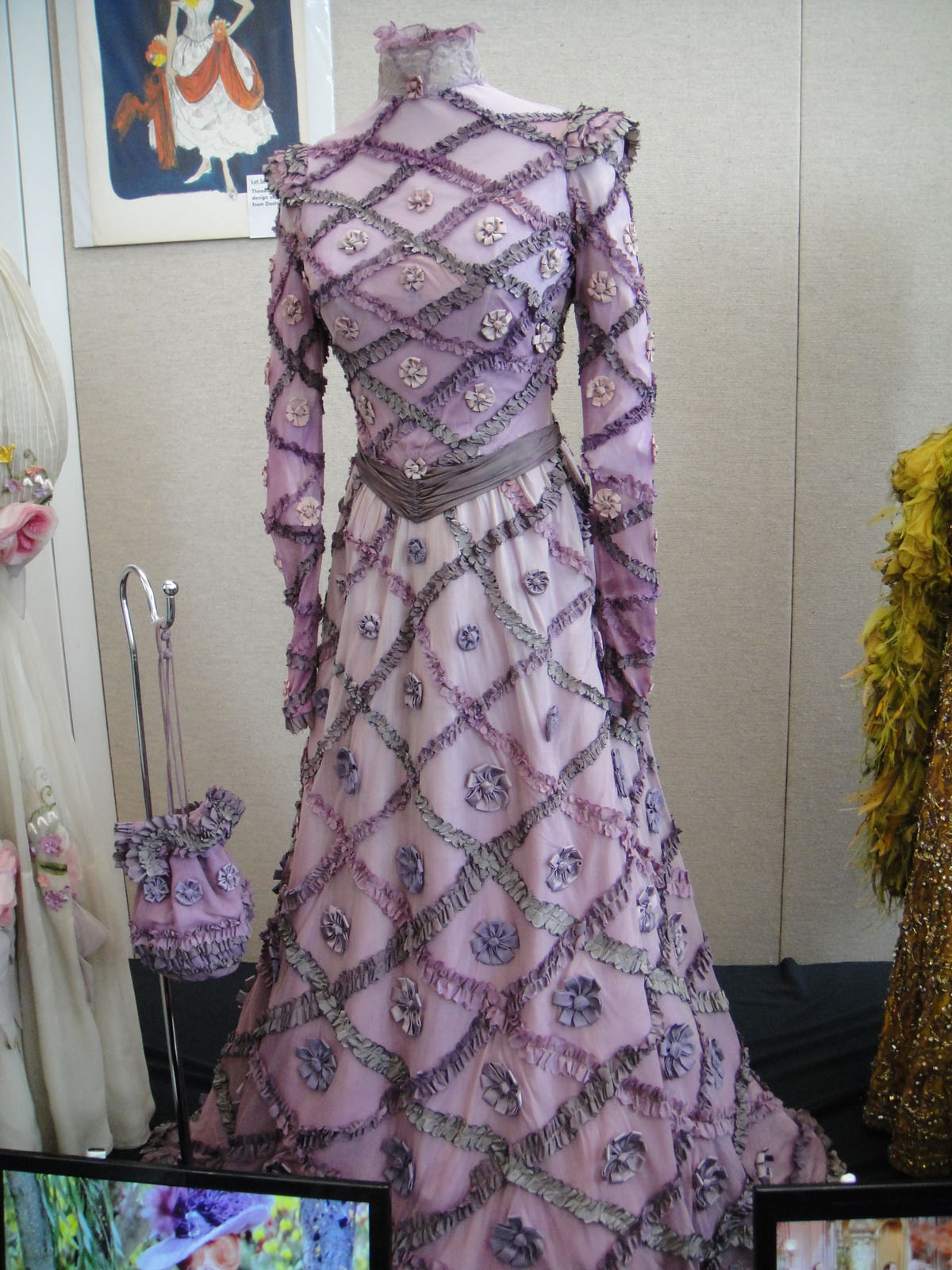
Rochia Barbrei Streisand din Hello, Dolly! (1969)

După ce a lucrat ca graficiană de modă în tinerețe, Sharaff s-a orientat către designul de costume. Producția ei de debut a fost spectacolul de pe Broadway din 1931 cu Alice în Țara Minunilor, cu Eva Le Gallienne. Folosirea mătasei din Thailanda pentru The King and I (1951) a creat o tendință în modă și în decorurile interioare.
Creațiile lui Sharaff au fost prezentate în filmele Poveste din cartierul de vest (Premiul Oscar, 1961), Cleopatra (Premiul Oscar, 1963), Meet Me în St. Louis, Hello, Dolly!, Mommie Dearest, The Other Side of Midnight, Cui i-e frică de Virginia Woolf? (Oscar, 1966), Guys and Dolls, Cei mai frumoși ani ai vieții noastre, The King and I (1956), Un american la Paris (1951), Funny Girl și Porgy and Bess.
Ea a creat, de asemenea, decoruri și costume pentru  American Ballet Theatre, New York City Ballet și Ballet Russe de Monte Carlo și a contribuit cu ilustrații la reviste de modă precum Vogue și Harper's Bazaar. Printre spectacolele de pe Broadway la care a colaborat se numără Idiot's Delight, Lady in the Dark, As Thousands Cheer, A Tree Grows in Brooklyn, Flower Drum Song și Jerome Robbins' Broadway.
Premiul TDF / Irene Sharaff pentru întreaga carieră a fost numit în memoria Irenei Sharaff. Ea a fost primul său beneficiar în 1993. Premiul este acum acordat anual unui creator de costume care, pe parcursul carierei sale, a obținut o mare distincție și măiestrie artistică în teatru, film, operă sau dans.
Irene Sharaff a murit la New York City de insuficiență cardiacă congestivă, complicată de un emfizem, la vârsta de 83 de ani. Sharaff și-a donat colecția de cărți, împreună cu cea a partenerei sale, Mai-Mai Sze, către New York Society Library.

## Premii și nominalizări
- 1951 Premiul Oscar pentru Un american la Paris (câștigătoare)
- 1952 Premiul Tony pentru The King and I (câștigătoare)
- 1953 Premiul Oscar pentru Call Me Madam (nominalizată)
- 1954 Premiul Oscar pentru Brigadoon (nominalizată)
- 1954 Premiul Oscar pentru A Star is Born (nominalizată)
- 1954 Premiul Oscar pentru cele mai bune decoruri color pentru A Star is Born (nominalizată)
- 1955 Premiul Oscar pentru Guys and Dolls (nominalizată)
- 1956 Premiul Oscar pentru The King and I (câștigătoare)
- 1957 Premiul Tony pentru Shangri-La, Candide, Happy Hunting și Small War on Murray Hill (nominalizată)
- 1958 Premiul Tony pentru West Side Story (nominalizată)
- 1959 Premiul Oscar pentru Porgy and Bess (nominalizată)
- 1959 Premiul Tony pentru Flower Drum Song (nominalizată)
- 1960 Premiul Oscar pentru Can-Can (nominalizată)
- 1961 Premiul Oscar pentru West Side Story (câștigătoare)
- 1961 Premiul Oscar pentru Flower Drum Song (nominalizată)
- 1963 Premiul Oscar pentru Cleopatra (câștigătoare)
- 1964 Premiul Tony pentru The Girl Who Came to Supper (nominalizată)
- 1966 Premiul Oscar pentru Cui i-e frică de Virginia Woolf? (câștigătoare)
- 1967 Premiul Oscar pentru The Taming of the Shrew (nominalizată)
- 1968 Premiul Tony pentru Hallelujah, Baby! (nominalizată)
- 1969 Premiul Oscar pentru Hello, Dolly! (nominalizată)
- 1977 Premiul Oscar pentru The Other Side of Midnight (nominalizată)

## Filmografie
- 1938 Vivacious Lady
- 1939 Eternally Yours
- 1941 Mr. and Mrs. Smith
- 1941 The Devil and Miss Jones
- 1941 You'll Never Get Rich
- 1943 A Stranger in Town
- 1943 I Dood It
- 1943 Madame Curie
- 1943 Swing Shift Maisie
- 1943 The Human Comedy
- 1944 Andy Hardy's Blonde Trouble
- 1944 Broadway Rhythm
- 1944 Gaslight
- 1944 Gentle Annie
- 1944 Meet Me in St. Louis
- 1944 The Thin Man Goes Home
- 1945 Adventure
- 1945 Her Highness and the Bellboy
- 1945 The Picture of Dorian Gray
- 1945 The Hidden Eye
- 1945 The Valley of Decision
- 1945 Twice Blessed
- 1946 Courage of Lassie
- 1946 Easy to Wed
- 1946 Love Laughs at Andy Hardy
- 1946 The Best Years of Our Lives
- 1946 The Dark Mirror
- 1946 The Green Years
- 1946 The Hoodlum Saint
- 1946 The Secret Heart
- 1946 Two Sisters from Boston

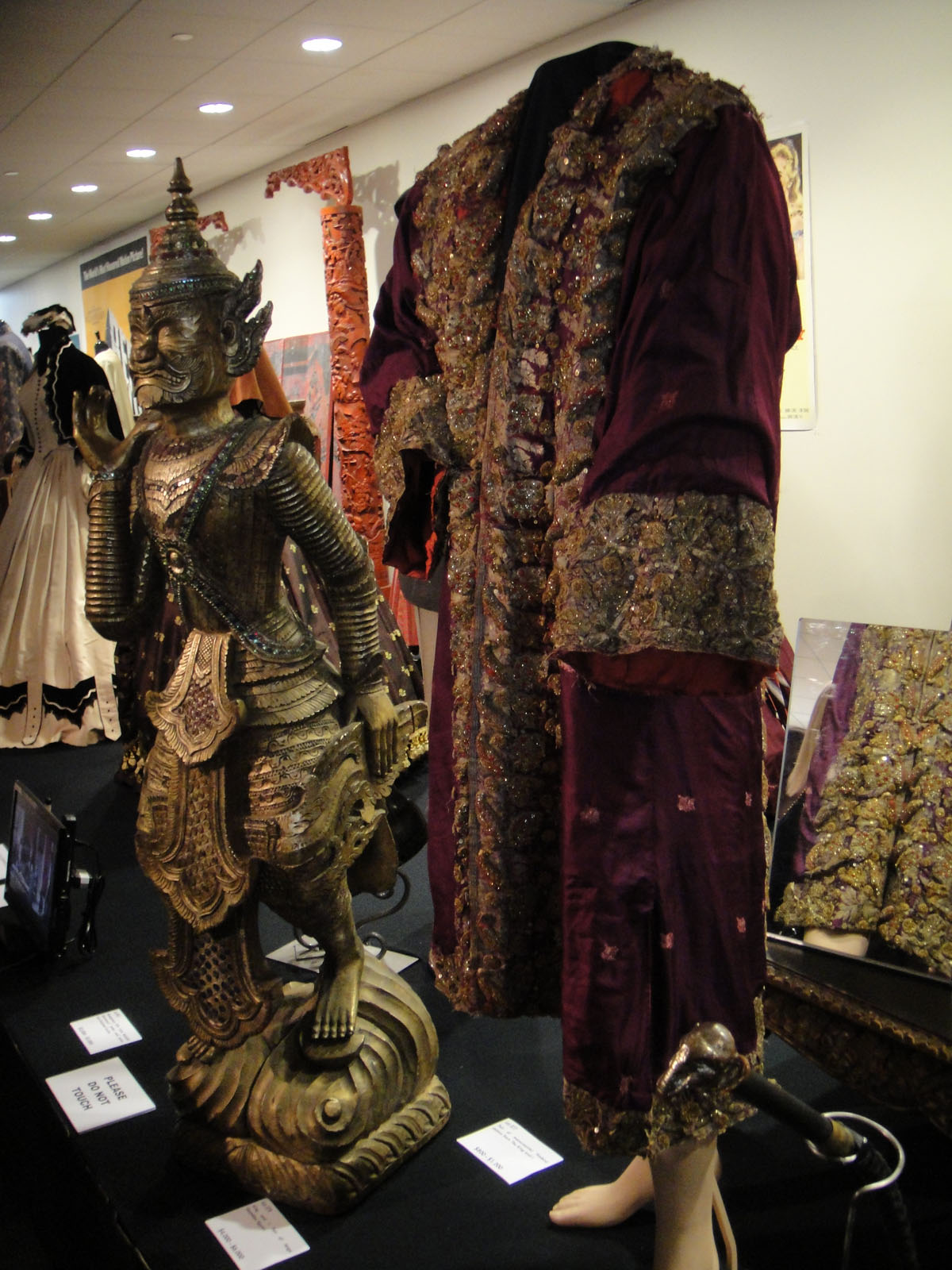
Robă regală pentru Yul Brynner în filmul The King and I (1956), pentru care Sharaff a câștigat un Oscar.

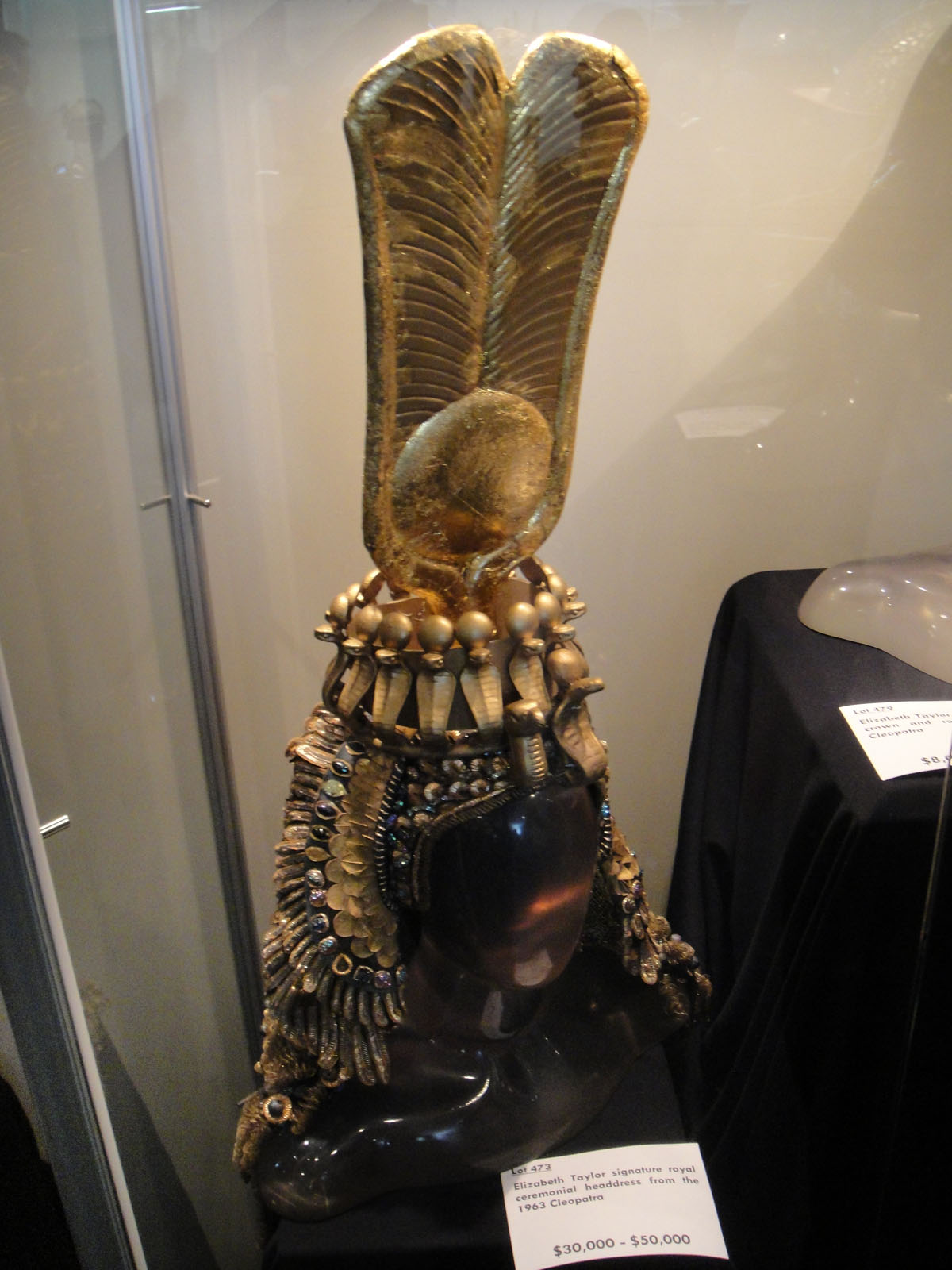
Acoperământ de cap pentru Elizabeth Taylor în rolul titular din Cleopatra (1963), care i-a adus lui Sharaff un alt Oscar.

- 1946 Ziegfeld Follies (Production Designer)
- 1947 Fiesta
- 1947 If Winter Comes
- 1947 Living in a Big Way
- 1947 Song of the Thin Man
- 1947 The Arnelo Affair
- 1947 The Beginning or the End
- 1947 The Bishop's Wife
- 1947 The High Barbaree
- 1947 The Hucksters
- 1947 The Romance of Rosy Ridge
- 1947 The Secret Life of Walter Mitty
- 1947 The Unfinished Dance
- 1948 A Song Is Born
- 1948 Every Girl Should Be Married
- 1949 In the Good Old Summertime
- 1950 Key to the City
- 1950 Shadow on the Wall
- 1951 An American in Paris
- 1951 The Guy Who Came Back
- 1953 Call Me Madam
- 1954 A Star is Born (Production Designer)
- 1954 Brigadoon
- 1955 Guys and Dolls
- 1956 The King and I
- 1959 Porgy and Bess
- 1960 Can-Can
- 1961 Flower Drum Song
- 1961 West Side Story
- 1963 Cleopatra
- 1965 The Sandpiper
- 1966 Who's Afraid of Virginia Woolf?
- 1967 Barbra Streisand: A Happening in Central Park
- 1967 The Taming of the Shrew
- 1968 Funny Girl
- 1969 Hello, Dolly!
- 1969 Justine
- 1970 The Great White Hope
- 1977 The Other Side of Midnight
- 1981 Mommie Dearest

## Legături externe
- Irene Sharaff la Internet Movie Database
- en Irene Sharaff la Internet Broadway Database
- http://www.nysoclib.org/collection/sharaff-sze-collection Arhivat în 4 martie 2016, la Wayback Machine.